# Папуга-червоногуз пурпурововолий
Папу́га-червоногу́з пурпурововолий (Pionus tumultuosus) — вид папугоподібних птахів родини папугових (Psittacidae). Мешкає в Перу і Болівії. Раніше вважався конспецифічним з сивоголовим папугою-червоногузом.

## Опис

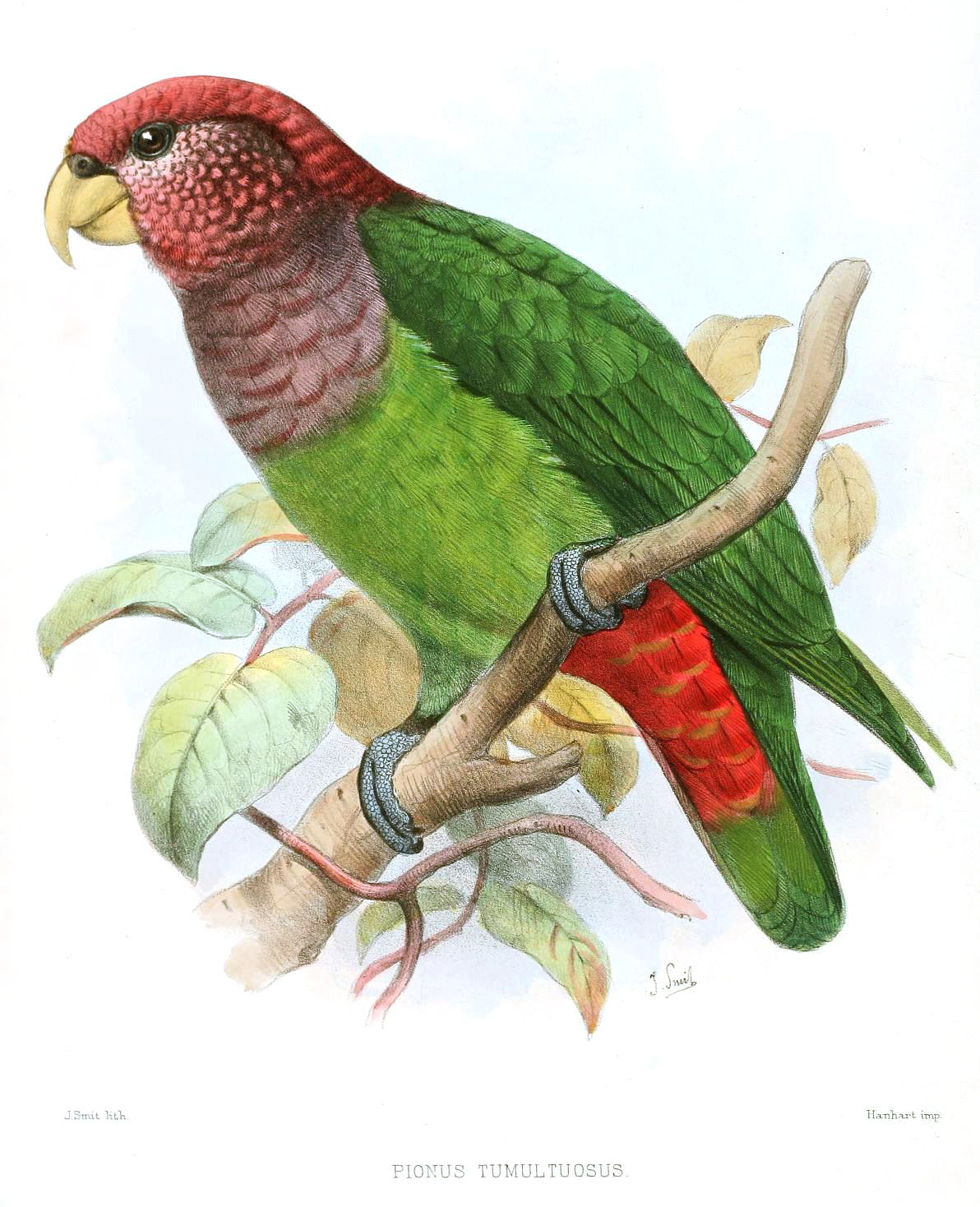
Пурпурововолий папуга-червоногуз

Довжина птаха становить 29 см, вага 229-250 г. Забарвлення переважно зелене, нижня частина тіла блідіша. Тім'я і потилиця темно-червоні, потилиця, підборіддя і горло бурувато-червоні. Щоки червоні, пера на них біля основи кремово-білі, краї у них темні. Груди червонуваті, нижні покривні пера хвоста червоні з фіолетовими плямками і жовтувато-зеленими краями. Стернові пера зелені, крайні стернові пера мають тьмяно-фіолетово-сині кінчики, біля основи вони червоні. Нижня сторона крил тьмяно-зелена. Очі карі, навколо очей сірі кільця, дзьоб роговий, лапи зеленувато-сірі. Виду не притаманний статевий диморфізм. У молодих птахів потилиця, щоки і груди більш зелені, а нижні покривні пера хвоста жовтувато-зелені з рожевувато-червоними кінчиками.

## Поширення і екологія
Пурпурововолі папуги-червоногузи мешкають на східних схилах Анд в Перу (на південь від Уануко) і в Болівії (на південь до Національного парка  Амборо на заході Санта-Круса). Вони живуть у вологих гірських і хмарних тропічних лісах, на висоті від 2000 до 3000 м над рівнем моря.